# Schwärzungszahl nach Bosch
Die Schwärzungszahl nach Bosch ist eine Maßzahl zur Beurteilung der Rauchdichte von Dieselmotorabgasen.

## Hintergrund
Zur Bestimmung der Rauchdichte von Abgasen wird ein definierter Abgasvolumenstrom, der dem Auspuffrohr des Motors entnommen wurde, durch ein Filterpapier geführt. Die auf dem Filterpapier entstehende Graufärbung wird anschließend ausgewertet. Mithilfe eines Reflexionsphotometers wird der Grauwert erfasst und anschließend einer Schwärzungsskala zugeordnet. 100 % Reflexion entspricht einer Schwärzungszahl 0, der Schwärzungszahl 10 ist 0 % Reflexion zugeordnet. Dazwischen liegende Werte werden linear interpoliert. Die Auswertung der Schwärzung auf dem Filter hat elektrooptisch zu erfolgen, da das Auflösungsvermögen von optischen Vergleichskarten wie bei der Bestimmung der Rußzahl unzureichend ist.
Auf die Schwärzungszahl nach Bosch wird sowohl in der TRGS 554 als auch in der VDI-Richtlinie VDI 2511 Bezug genommen.
Die Schwärzungszahl korreliert mit der Masse des auf dem Filter abgeschiedenen Rußes, der Zusammenhang ist jedoch nicht linear.